# Литванија на Зимским олимпијским играма 2010.
Литванији је ово било седмо учешће на Зимским олимпијским играма као самосталној држави. У периоду од 1952 до 1988 Литванија је учесвовала као део Совјетског Савеза. На Олимпијским играма 2010., у Ванкуверу, Британска Колумбија у Канади учествовали су са 6 учесника (4 мушкараца и 2 жене), који су се такмичили у три спорта. На свечаном отварању заставу Литваније носила је такмичарка у скијашком трчању Irina Terentjeva. На свечаном затварању заставу Литваније носио је такмичар у скијашком трчању Mantas Strolia. 

## Учесници по спортовима
| Спорт           | Мушкарци | Жене | Укупно |
| --------------- | -------- | ---- | ------ |
| Алпско скијање  | 1        | 0    | 1      |
| Биатлон         | 0        | 1    | 1      |
| Скијашко трчање | 3        | 1    | 4      |
| Укупно (3)      | 4        | 2    | 6      |

## Алпско скијање
| Такмичар          | Дисциплина | Резултати    | Резултати    | Резултати    | Резултати    | Резултати     |
| Такмичар          | Дисциплина | 1. трка      | 2. трка      | Укупно       | Заостатак    | Пласман/учес  |
| ----------------- | ---------- | ------------ | ------------ | ------------ | ------------ | ------------- |
| Vitalij Rumiancev | Слалом     | Није завршио | Није завршио | Није завршио | Није завршио | Није завршио  |
| Vitalij Rumiancev | Велеслалом | 1:27,27 (68) | 1:29,52 (59) | 2:56,79      | 18,96        | 59 / 81 (103) |

## Биатлон
| Такмичар              | Дисциплина  | Резултати | Резултати   | Резултати     |
| Такмичар              | Дисциплина  | Време     | Промашаји   | Пласман/учес. |
| --------------------- | ----------- | --------- | ----------- | ------------- |
| Дијана Расимовицијуте | Појединачно | 44:13,2   | 3 (1+0+1+1) | 30 / 86 (87)  |
| Дијана Расимовицијуте | Спринт      | 21:11,2   | 2 (1+1)     | 25 / 88 (89)  |
| Дијана Расимовицијуте | Потера      | 3:42,4    | 5 (0+0+3+2) | 34 / 57 (60)  |

## Скијашко трчање

### Жене
| Такмичар         | Дисциплина     | Финале  | Финале    | Финале       |
| Такмичар         | Дисциплина     | Време   | Заостатак | Место/учес.  |
| ---------------- | -------------- | ------- | --------- | ------------ |
| Irina Terentjeva | 10 км слободно | 28:52,2 | 3:53,8    | 64 / 78 (78) |

| Име              | Дисциплина      | Квалификације   | Квалификације | Четвртфинале          | Четвртфинале          | Полуфинале            | Полуфинале            | Финале                | Финале       |
| Име              | Дисциплина      | Резултат        | Пласман       | Резултат              | Пласман               | Резултат              | Пласман               | Резултат              | Пласман      |
| ---------------- | --------------- | --------------- | ------------- | --------------------- | --------------------- | --------------------- | --------------------- | --------------------- | ------------ |
| Irina Terentjeva | Спринт класично | 4:04,47 (26,42) | 49            | Није се квалификовала | Није се квалификовала | Није се квалификовала | Није се квалификовала | Није се квалификовала | 49 / 54 (54) |

### Мушкарци
| Такмичар           | Дисциплина     | Финале  | Финале    | Финале       |
| Такмичар           | Дисциплина     | Време   | Заостатак | Место/учес.  |
| ------------------ | -------------- | ------- | --------- | ------------ |
| Aleksei Novoselski | 15 км слободно | 38:01,6 | 4:25,3    | 71 / 95 (96) |

| Име                               | Дисциплина    | Квалификације   | Квалификације | Четвртфинале         | Четвртфинале         | Полуфинале           | Полуфинале           | Финале                | Финале                |
| Име                               | Дисциплина    | Резултат        | Пласман       | Резултат             | Пласман              | Резултат             | Пласман              | Резултат              | Пласман               |
| --------------------------------- | ------------- | --------------- | ------------- | -------------------- | -------------------- | -------------------- | -------------------- | --------------------- | --------------------- |
| Mantas Strolia Modestas Vaiciulis | Спринт екипно |                 |               |                      |                      | 19:43,1 (55,5)       | 9 гр. 1              | Нису се квалификовали | Нису се квалификовали |
| Aleksei Novoselski                | Спринт        | 3:51,70 (17,13) | 53            | Није се квалификовао | Није се квалификовао | Није се квалификовао | Није се квалификовао | Није се квалификовао  | 53 / 62 (62)          |
| Mantas Strolia                    | Спринт        | 3:47,17 (12,60) | 46            | Није се квалификовао | Није се квалификовао | Није се квалификовао | Није се квалификовао | Није се квалификовао  | 46 / 62 (62)          |
| Modestas Vaiciulis                | Спринт        | 3:52,10 (17,53) | 54            | Није се квалификовао | Није се квалификовао | Није се квалификовао | Није се квалификовао | Није се квалификовао  | 54 / 62 (62)          |